# Don Mancini
George Donald Mancini (nascut el 25 de gener de 1963) és un guionista, director i productor estatunidenc. És conegut sobretot per crear la franquícia Child's Play.

## Carrera
Després d'haver estat un fan del terror des de la seva infantesa, la inspiració de Mancini per a Child's Play van ser pel·lícules com Trilogy of Terror i The Twilight Zone episodi "Living Doll"; conscient de la "nina assassina" com a trop de terror, Mancini es va adonar que el concepte mai s'havia executat com un llargmetratge amb efectes animatrònics. Com a estudiant de cinema a la UCLA a mitjans dels anys vuitanta, a Mancini li va fer gràcia la popularitat de la línia de nines Cabbage Patch Kids, i que les omnipresents nines estaven desapareixent de les prestatgeries de joguines i provocaven baralles físiques entre pares. El pare de Mancini havia treballat a la indústria de la publicitat durant tota la seva vida i sabia com el màrqueting eficaç podia provocar la confusió dels consumidors. A partir d'això, Mancini va voler escriure una sàtira fosca sobre com el màrqueting afectava els nens, amb el seu primer esforç com a coguionista d’El ninot diabòlic (1988).
Mancini va escriure les set pel·lícules de la sèrie de pel·lícules original Child's Play, i va ser el productor executiu de La núvia de Chucky i Cult of Chucky. Va començar a dirigir les entrades de la franquícia Child's Play amb Seed of Chucky (2004), seguida de Curse of Chucky (2013) i Cult ( 2017), i va ser el creador, escriptor i director de la sèrie de televisió Chucky. No va estar involucrat amb el reinici del 2019.
El 2007, va guanyar el premi EyeGore per les contribucions a la seva carrera al gènere de terror. De vegades passa pel pseudònim Kit Dubois. Mancini va assistir a St. Christopher's School a Richmond (Virgínia), Universitat de Califòrnia a Los Angeles i Universitat de Colòmbia (Brad Dourif va ser entre els seus professors) a la ciutat de Nova York.

## Vida personal
Mancini és gai. Ha descrit la incorporació conscient d'elements queer a les pel·lícules de Child's Play; les seves experiències com a gai, incloent-hi haver rebut bullying i abusos del seu pare a causa d'això, ha informat la direcció creativa de Mancini a la sèrie de televisió Chucky, que compta amb un protagonista gai.

## Filmografia

### Cinema
| Any  | Títol              | Director | Guionista | Productor executiu | Notes                                    |
| ---- | ------------------ | -------- | --------- | ------------------ | ---------------------------------------- |
| 1988 | Cellar Dweller     | No       | Sí        | No                 | Acreditat com Kit Du Bois                |
| 1988 | El ninot diabòlic  | No       | Sí        | No                 | Coguionista amb Tom Holland i John Lafia |
| 1990 | Child's Play 2     | No       | Sí        | No                 |                                          |
| 1991 | Child's Play 3     | No       | Sí        | No                 |                                          |
| 1998 | La núvia de Chucky | No       | Sí        | Sí                 |                                          |
| 2004 | Seed of Chucky     | Sí       | Sí        | No                 | Debut com a director                     |
| 2013 | Curse of Chucky    | Sí       | Sí        | No                 |                                          |
| 2017 | Cult of Chucky     | Sí       | Sí        | Sí                 |                                          |

### Televisió
| Any          | Títol                | Director | Guionista | Productor   | Notes                                           |
| ------------ | -------------------- | -------- | --------- | ----------- | ----------------------------------------------- |
| 1990         | Tales from the Crypt | No       | Sí        | No          | Episodi: "Fitting Punishment"                   |
| 2015         | Hannibal             | No       | Sí        | Sí          | Guionista (2 episodis) / Productor (8 episodis) |
| 2016–2017    | Channel Zero         | No       | Sí        | Supervising | Guionista (3 episodis) / Productor (6 episodis) |
| 2021–present | Chucky               | Sí       | Sí        | Executiu    | Creador                                         |

## Premis
| Premi                    | Categoria                                  | Treball nominat                                | Resultat  |
| ------------------------ | ------------------------------------------ | ---------------------------------------------- | --------- |
| Premis Saturn            | Millor guió (amb Tom Holland i John Lafia) | Child's Play (1988)                            | Nominat   |
| Premis Saturn            | Millor guió                                | La nuvia de Chucky (1998)                      | Nominat   |
| Premis Saturn            | Premi Reconeixement Especial               | Cult of Chucky (2017) i Child's Play franchise | Guanyador |
| Fangoria Chainsaw Awards | Millor guió                                | La núvia de Chucky (1998)                      | Nominat   |